# Trecenta
Trecenta – miejscowość i gmina we Włoszech, w regionie Wenecja Euganejska, w prowincji Rovigo.
Według danych na rok 2004 gminę zamieszkiwało 3147 osób, 89,9 os./km².

## Współpraca
- Conversano, Włochy